# 老少平安

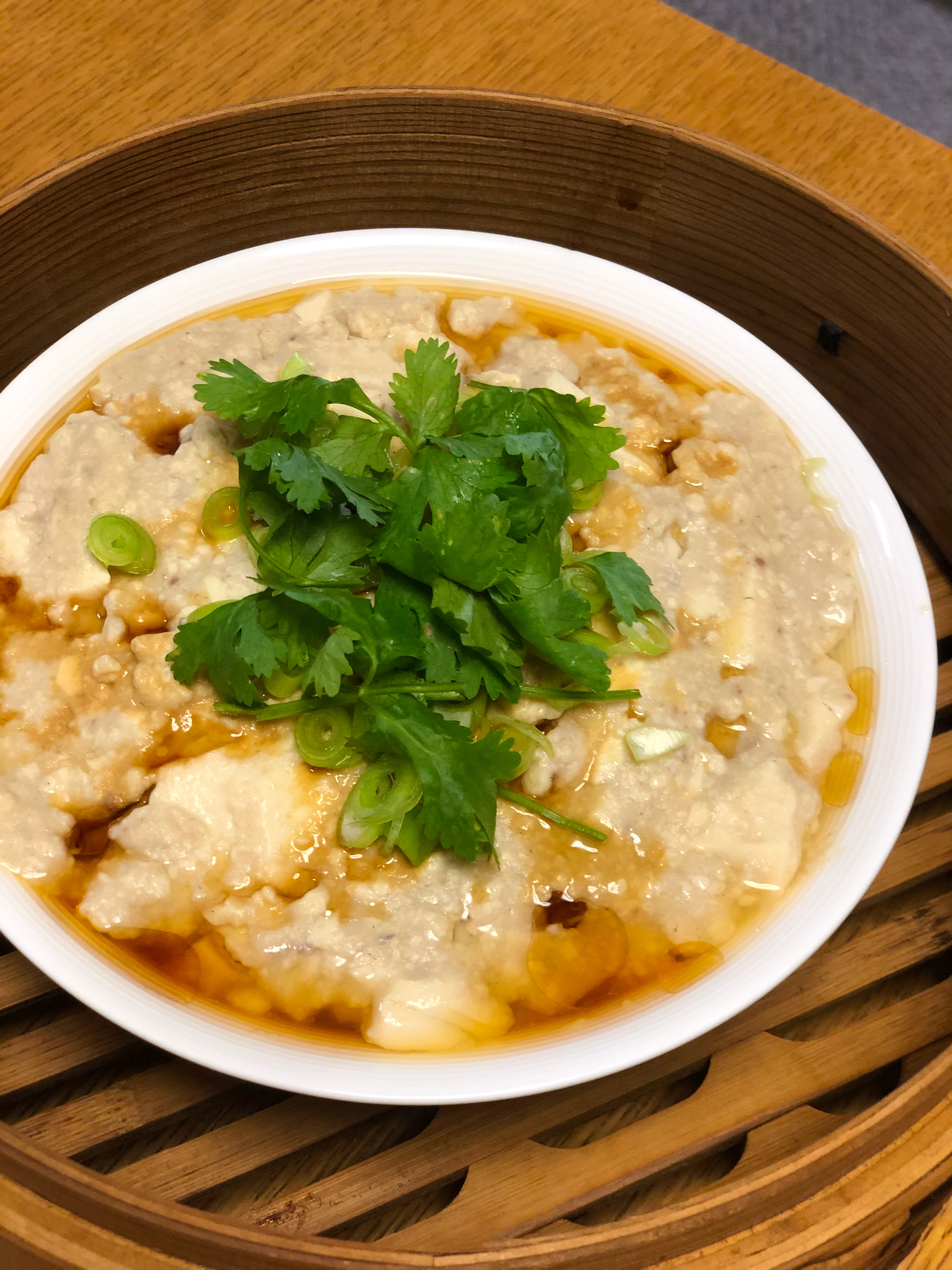
老少平安（廣東菜）

老少平安是一道廣東菜，主要材料包括豆腐及鯪魚肉，配以小量豬肉及蔥花，拌勻及調味後蒸製而成。這道菜容易入口，適合老人及小童進食，因而得名。然而，由於這道菜利潤不多，所以並不是很多酒樓會願意提供。

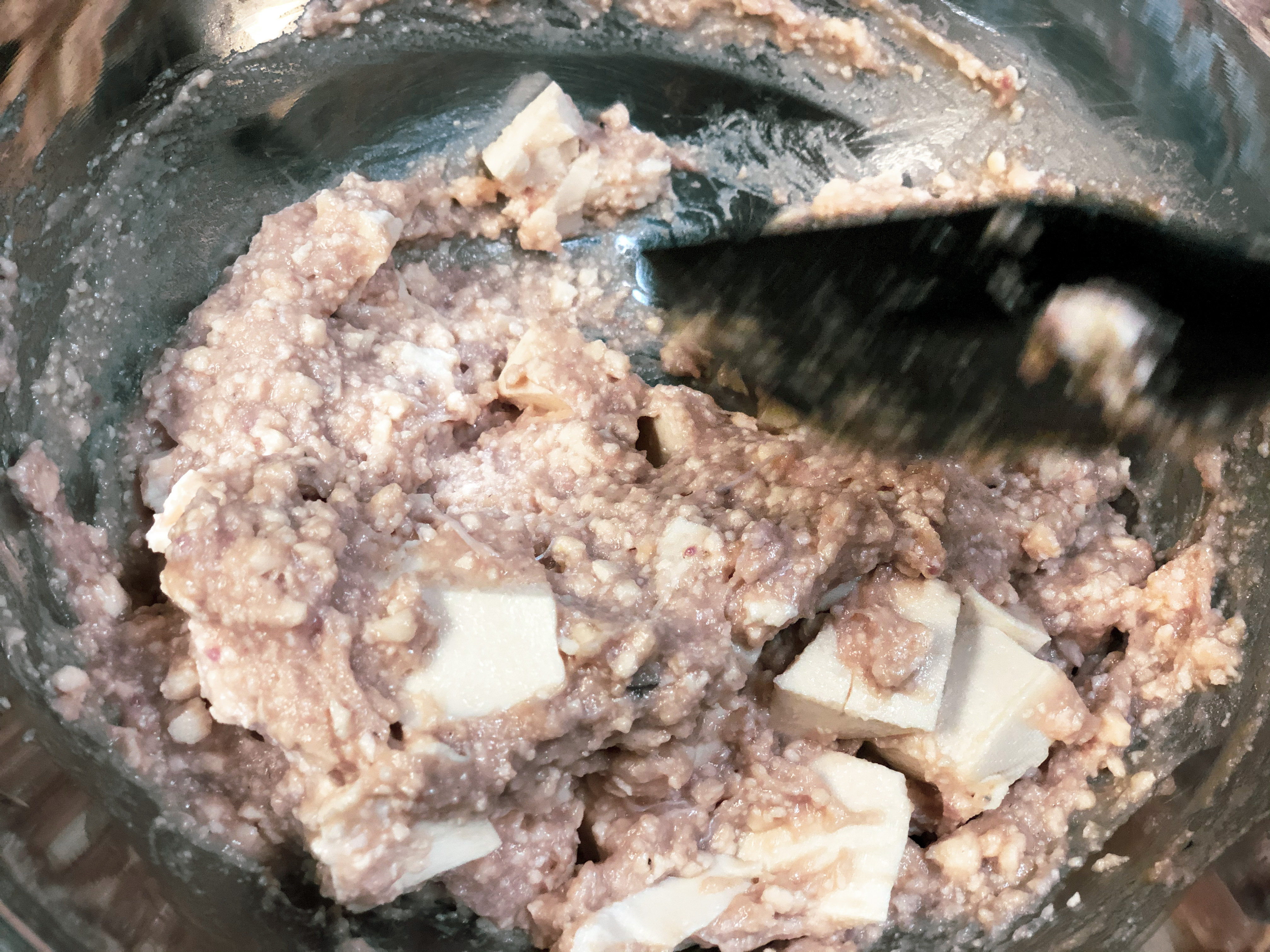
老少平安（豆腐及鯪魚肉）